# Поддубное (Воронежская область)
Подду́бное — село в Россошанском районе Воронежской области.
Входит в состав Жилинского сельского поселения.

## Население
| 1859 | 1897  | 2010 |
| ---- | ----- | ---- |
| 1266 | ↗1710 | ↘523 |

## Улицы
| - ул. Зелёная, - ул. Лесная, - ул. Меловая, - ул. Молодёжная, - ул. Нижняя, | - ул. Подгорная, - ул. Садовая, - ул. Тихая, - ул. Тополиная, - ул. Центральная. |

## Инфраструктура
- Отделение почтовой связи на улице Молодежной, 12.
- Общеобразовательная школа на улице Молодежной, 8.
- ООО «Поддубное» на улице Молодежной, 16.